# マケドニア属州

マケドニア属州の位置（120年頃のローマ帝国）

マケドニア属州（マケドニアぞくしゅう、ラテン語: Provincia Macedoniae、ギリシア語: Επαρχία Μακεδονίας）は、マケドニア地方に成立した古代ローマの属州である。現在のギリシャ、ブルガリア、および北マケドニアの領域に存在した。

## 歴史
マケドニアを支配していたアンティゴノス朝が第三次マケドニア戦争で敗北した紀元前168年に、共和政ローマはマケドニアをローマの保護国（クリエンテス）として4つの共和国に分割、支配した。紀元前148年、マケドニア人が反乱を起こし（第四次マケドニア戦争）、ローマの将軍クィントゥス・カエキリウス・メテッルス・マケドニクスが制圧した後、紀元前146年にエピルス・ウェトゥス、テッサリア、およびイリュリアやトラキアの一部も編入してマケドニア属州として発足、属州都はテッサロニカ（現：テッサロニキ）に置かれた。
なお、同じ前146年にはルキウス・ムンミウス率いるローマ軍によってコリントスが破壊され、ギリシャもローマの直轄地（ローマ属州アカエア）となった。
3世紀か4世紀に、マケドニア属州は分割され、南側がマケドニア・プリマ（Prima）、北側がマケドニア・サルタリス（Salutaris）となった。
テトラルキア （4分統治）の時代、318年に行政区域が再定義され、マケドニア・プリマとマケドニア・サルタリスはマケドニア管区（diocese）に含まれることとされた。ローマは4つの統治領（prefecture）に分割され、そのひとつのイリュリクム統治領はマケドニア管区を含む3つの管区から成った。379年にイリュリクム統治領が東西に分割されたが、このときにマケドニアの2属州は東側に含められた。そして395年にローマ帝国が西ローマ帝国と東ローマ帝国（ビザンティン帝国）に分割した際には、マケドニアは東ローマ帝国の属州となった。

## 経済
初代ローマ皇帝アウグストゥスの統治以降、マケドニア属州は長く平和で繁栄した属州であり、小アジアほどではないがローマ世界にとって経済的に重要な存在だった。
さらに、エグナティア街道が建設されたことにより、ローマ商人のための施設が作られ、ローマ人の入植地も築かれて、この地域はますます発展した。ローマ帝国の支配は、マケドニアに新しい街道と行政制度を持ち込んだだけでなく、マケドニアに暮らすローマ人に階級を問わず好景気をもたらした。この地には豊かな農地と放牧地があり、奴隷制度の社会の仕組みの中で、大規模な地主は財産を蓄えた。
生産者階層の生活水準が上がったことが、この地域の技術者や工芸師を増やすことにつながった。さまざまな商売やものづくりの事業が増えて、石工や炭坑夫、鍛冶屋などが雇われた。またギリシャ人は、ローマ世界の中で、家庭教師や教職や医者として求められた。
輸出品目として最も多かったのは農作物や家畜で、その他にも鉄、銅、金をはじめ、木材や松やに、油、麻、魚なども輸出された。さらに、属州内の港（ディオ、ペッラ、テッサロニキ、カッサンドレアなど）もこの属州に富をもたらした。